# Lorraine Open 1980
Il Lorraine Open 1980 è stato un torneo di tennis giocato sul sintetico indoor. Si è giocato a Metz in Francia. È stata la 2ª edizione del torneo, che fa parte del Volvo Grand Prix 1980. Il torneo si è giocato dal 17 al 23 marzo 1980.

## Campioni

### Singolare maschile
Gene Mayer ha battuto in finale  Gianni Ocleppo con il punteggio di 6–3, 6–3, 6–0

### Doppio maschile
Colin Dibley /  Gene Mayer hanno battuto in finale  Chris Delaney /  Kim Warwick con il punteggio di 7–6, 7–5